# Napoleon Louis-Wawel
Napoleon Louis-Wawel (ur. 10 października 1861, zm. 14 grudnia 1934) – polski wiceadmirał i morski oficer pokładowy dużych okrętów nawodnych. W latach 1880–1918 służył w flocie austro-węgierskiej, a następnie − do 1920 − w odrodzonej polskiej Marynarce Wojennej. Karierę zakończył na stanowisku przedstawiciela rządu RP w Międzynarodowej Komisji Odry.

## Służba wojskowa w Austro-Węgrzech
Napoleon Louis-Wawel urodził się 10 października 1861 w Krzeszowicach, w zaborze austriackim. Był synem Józefa i Ernestyny z Nordfelden-Hietzgernów. W 1880 ukończył Akademię Morską w Fiumie (jego nazwisko zostało wymienione na tablicy pamiątkowej, ustanowionej w 2010 w siedzibie Dowództwa Marynarki Wojennej RP). Następnie − do 1918 − służył w Kaiserliche und Königliche Kriegsmarine (Marynarce Wojennej Austro-Węgier). Od 1904 był austro-węgierskim attaché morskim w Wielkiej Brytanii. W 1909 został dowódcą pancernika "Arpad", w 1910 krążownika "Kaiser Karl VI", a od 1911 dowodził pancernikiem "Erzherzog Ferdinand Max". W 1913 objął funkcję zastępcy przewodniczącego Komitetu Technicznego Marynarki Wojennej. Od początku do końca I wojny światowej był dowódcą Głównej Bazy Marynarki Wojennej w Puli.
Awansował kolejno na stopnie:
| - kadeta morskiego II klasy – 1880 - kadeta morskiego I klasy – 1883 - Korvettenleutnanta (podporucznika marynarki) – 1885 - Fregattenleutnanta (porucznika marynarki) – 1891 - Linienschiffsleutnanta (kapitana marynarki) – 1895 | - Korvettenkapitäna (komandora podporucznika) - Fregattenkapitäna (komandora porucznika) - Linienschiffskapitäna (komandora) – 1910 - Kontreadmirala (kontradmirała) – 1913 - Vizeadmirala (wiceadmirała) – 1917 |

## Służba wojskowa w Polsce
Po zakończeniu wojny przybył do Polski i wstąpił do odrodzonych Sił Zbrojnych RP.
Na mocy dekretu L. 2106 wydanego w dniu 14 kwietnia 1920 roku przez Naczelnego Wodza - marszałka Józefa Piłsudskiego, jako były wiceadmirał floty austro-węgierskiej, został przyjęty do Wojska Polskiego. Zatwierdzono go warunkowo w posiadanym stopniu generała porucznika oraz zaliczono do rezerwy armii, bez powołania do służby czynnej. Z dniem 30 września 1920 r. został przeniesiony w stan spoczynku, z prawem noszenia munduru. Mieszkał w Wiedniu. W 1921 nastąpiła zmiana stopni wojskowych, przemianowano go na wiceadmirała w stanie spoczynku.
W latach 1920–1923 pracował w Ministerstwie Spraw Zagranicznych i zajmował posadę delegata rządu w Międzynarodowej Komisji Odry, która miała wytyczyć i uregulować zachodnią granicę RP. W 1923 odszedł z ministerstwa i przeniósł się do Bydgoszczy.
14 grudnia 1934 ciężko chory, samotny admirał popełnił samobójstwo. Został pochowany na cmentarzu wojskowym przy ul. Ludwikowo 4 w Bydgoszczy.

## Odznaczenia
- Krzyż Komandorski Orderu Odrodzenia Polski
- Kawaler Orderu Korony Żelaznej III klasy[5]
- Brązowy Medal Zasługi Wojskowej na czerwonej wstędze[5]
- Medal Wojenny[5]
- Odznaka za Służbę Wojskową III klasy[5]
- Medal Jubileuszowy Pamiątkowy dla Sił Zbrojnych i Żandarmerii[5]
- Krzyż Jubileuszowy Wojskowy[5]